# Gettin' Jiggy wit It
"Gettin' Jiggy wit It" é uma canção do rapper e ator americano Will Smith, lançada como o terceiro single de seu primeiro álbum solo, Big Willie Style (1997). O verso é baseado em uma sample de "He's the Greatest Dancer" de Sister Sledge, e o refrão é uma sample de "Sang and Dance" de Bar-Kays. Lançada em 26 de janeiro de 1998, a música foi o segundo hit de Smith produzido por Poke & Tone e L.E.S., que substituiu seu parceiro de longa data Jazzy Jeff, embora as técnicas de arranhões de discos de Jazzy Jeff possam ser ouvidas na música.

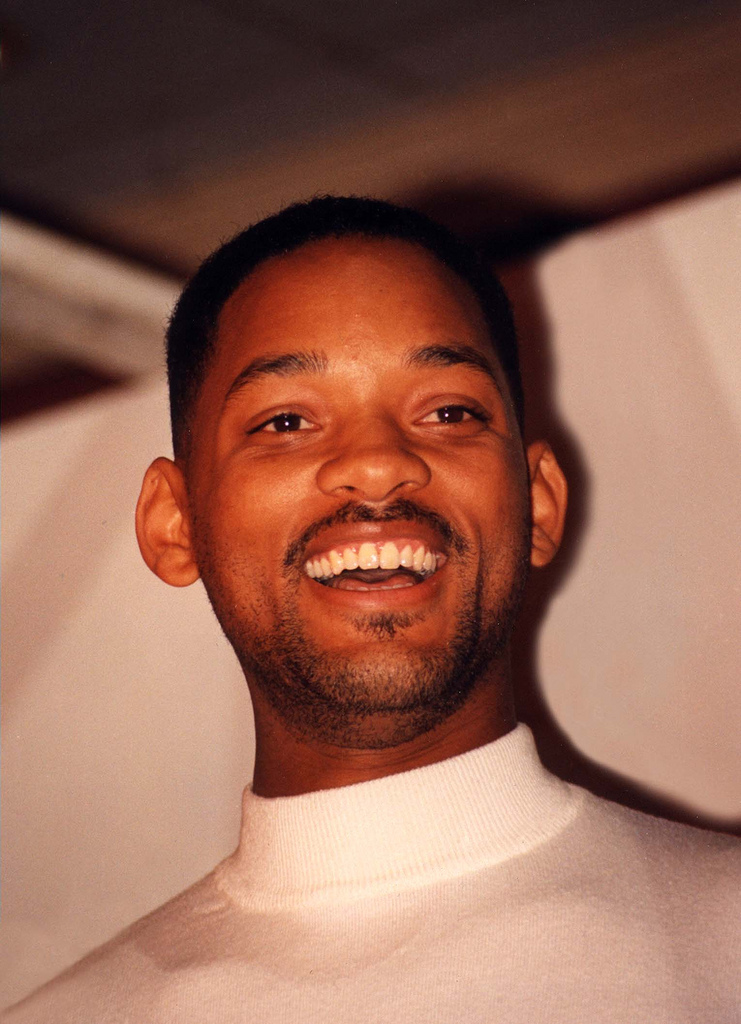
O rapper e ator norte-americano Will Smith canta e dança ao longo do clipe.

A canção passou três semanas no topo da parada Billboard Hot 100 a partir de 14 de março de 1998. Ela também ganhou um Grammy Award em 1999 de Melhor Performance Solo de Rap. Foi classificada como a 68ª maior música da década de 1990 pela VH1. No entanto, foi classificada em 19º lugar na lista das 100 piores canções de todos os tempos da AOL Radio em 2010. A canção foi incluída na lista de 2010 da Pitchfork Media de "Os sete piores singles nº 1 dos EUA dos anos 90".
Perto de 1h da manhã, Smith foi filmado dançando na festa "Vanity Fair" enquanto um DJ tocava a música de Smith "Gettin' Jiggy wit It", logos após golpear Chris Rock com um tapa no rosto durante a transmissão ao vivo do Oscar 2022.